# Edvin Olofsson
Edvin Erik Allan Olofsson, född 17 juni 1998 i Lidköping, är en svensk professionell ishockeymålvakt som spelar för Västerviks IK i Hockeyallsvenskan.

## Klubblagskarriär

### Västerviks IK
Den 29 april 2021 skrev Olofsson på för Västerviks IK. Han gjorde debut i Västervik-kassen den 1 oktober 2021 och blev hjälte direkt efter att ha hållit nollan borta mot Björklöven. Han räddade totalt 33 skott.